# Alfred Wopmann

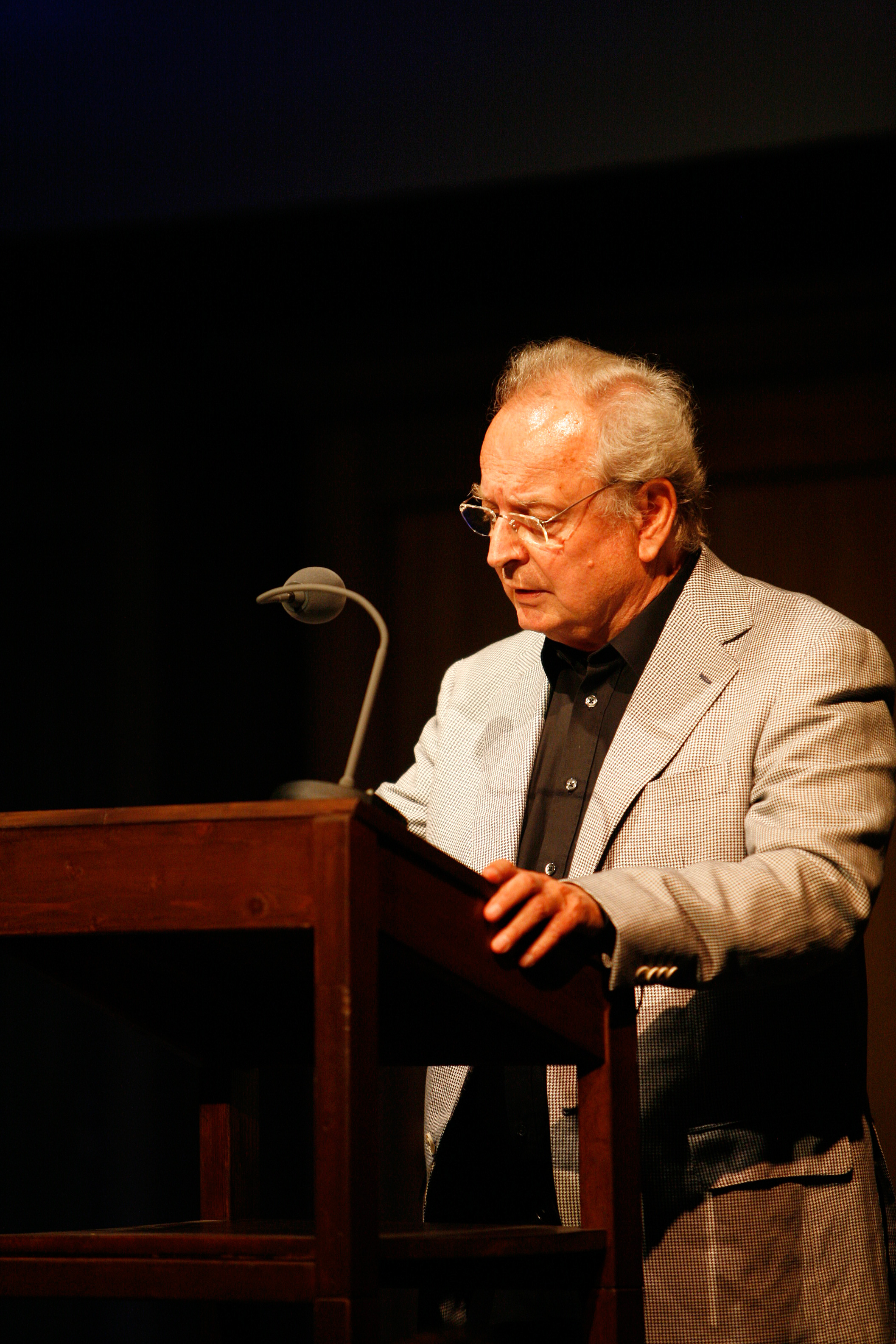
Alfred Wopmann, 2008

Alfred Wopmann (* 23. November 1936 in Wels) ist ein österreichischer Theaterregisseur und Intendant. Wopmann war von 1983 bis 2003 Intendant der Bregenzer Festspiele.

## Leben und Wirken
Alfred Wopmann maturierte 1954 in Wien und studierte anschließend Psychologie, Philosophie und Anthropologie an der Universität Wien. Gleichzeitig studierte er Violine bei Franz Samohyl an der Wiener Musikakademie (heute: Universität für Musik und darstellende Kunst Wien). Ab 1959 war Alfred Wopmann ständiger Substitut im Orchester der Wiener Staatsoper und der Wiener Symphoniker. Er wirkte bei den Premieren des Troubadour unter Herbert von Karajan und der Macht des Schicksals unter Dimitri Mitropoulos mit. 1962 promovierte Wopmann zum Dr. phil. an der Universität Wien. 1965 zog es ihn vom Geigenpult im Orchestergraben auf die Bühne , wo er Regieassistent von Adolf Rott am Burgtheater und bei den Bregenzer Festspielen wurde. Ab 1966 war er an der Staatsoper Wien Regieassistent von Otto Schenk, Lucchino Visconti, Götz Friedrich und Jean-Pierre Ponnelle, der ihn als seinen persönlichen Assistenten zu den Salzburger Festspielen mitnahm.
1972 debütierte Wopmann als Regisseur mit Gottfried von Einems Oper Der Besuch der alten Dame am Opernhaus Dortmund. Über 65 Inszenierungen an Opernhäusern in Österreich, Deutschland, der Schweiz, Italien, Frankreich, den Niederlanden, Belgien und den USA folgten. Darunter Salome, Fidelio, Turandot und Die Zauberflöte in der römischen Freilichtarena der Chorègies D’Orange. 1978 übernahm er die Leitung des Opernstudios der Staatsoper Wien.
1983 wurde Alfred Wopmann nach öffentlicher Ausschreibung Intendant der Bregenzer Festspiele: eine Aufgabe, die in den darauffolgenden zwanzig Jahren zum Mittelpunkt seines Wirkens wurde. 1985 konzipierte Wopmann gemeinsam mit Jèrome Savary (Regie) und Michel Lebois (Bühne) für die Aufführung der Zauberflöte einen neuen, visuell und symbolhaft überhöhten Inszenierungsstil auf der Seebühne. Der unerwartet große Erfolg dieser Inszenierung führte zu ihrer Wiederholung im Jahre 1986 und begründete den Zweijahresrhythmus des Spiels auf dem See: „Diese Jahrhundert-Zauberflöte kann man nicht nur in diesem Sommer zeigen.“, so die Worte Gotthard Böhms 1985 in der Zeitschrift Die Bühne.
Die Entwicklung dieser neuen visuellen Dramaturgie verfolgte das Ziel, Inhalt und Aussage eines Werkes über Bildmetaphern dem Großpublikum der Seebühne unmittelbar verständlich zu machen. Damit entstand eine völlig neue, von spektakulären Effekten begleitete Form von Theater in der Natur, mithilfe derer sich auch ein neues Publikum für die Oper begeistern ließ. Der deutsche Kulturkritiker Manuel Brug bezeichnete diese Form 2016 als „Bildsprache, die konkret wie poetisch war, intelligent und plakativ, symbolhaft, monumental und trotzdem den Blick auch auf Details lenken konnte“ und die Oper damit zum „[…] kollektiven, so noch nie gesehenen, eindrücklichen, in seiner Bild- und Klangkraft lange nachwirkenden Ereignis“ machte. (vgl. Brug in Brugs Klassiker Die Welt 2016)
Mit dem Inszenierungsteam David Pountney (Regie) und Stefanos Lazaridis (Bühne) wurden der kritische Aktualitätsbezug und die Relevanz zum Zeitgeschehen zu wesentlichen Bestandteilen dieser neuen Form, wodurch ihre Entwicklung noch weiter vertieft werden konnte. In den Jahren 1989 bis 1995 setzte dieses Team gemeinsam mit Ulf Schirmer (Dirigent) mit den Aufführungen des Fliegenden Holländers und den beiden Freiheitsopern Nabucco und Fidelio neue Höhepunkte in Bregenz. Gerhard Kramer nannte diese Entwicklung „neue Bregenzer Dramaturgie“ (vgl. Die Presse 1989).
1988 gelang Wopmann mit der Aufführung von Samson und Dalila von Saint-Saëns (Steven Pimlott Regie und Tom Cairns Bühne) der Durchbruch im Genre Raritätenoper im Großen Festspielhaus. Damit konnte er eine zweite, kontrastierende Schiene der Bregenzer Dramaturgie etablieren. Der Akzent dieser Aufführungen lag auf dem Anspruch, Musiktheater mit Aktualitätsbezug zu zeigen, gleichzeitig aber auch vernachlässigte Werke des Opernrepertoires wiederzuentdecken. Catalanis La Wally, Tschaikowskis Mazeppa, Zandonais Francesca da Rimini, Rimski-Korsakows Legende von der unsichtbaren Stadt Kitesch und von der Jungfrau Fewronija, Chaussons Le Roi Arthus, Montemezzis „L`amore dei tre Re“ und die Wiederentdeckung der Urfassung der Griechischen Passion von Martinu erfüllten diesen Anspruch (vgl. Ellen Kohlhaas zu Samson et Dalila FAZ 1988).
Nicht nur programmatische, sondern auch bauliche Änderungen wurden unter der Intendanz Wopmanns in Bregenz umgesetzt. 1998 kam es zur Erweiterung der Seebühne auf 7000 Zuschauerplätze und zum Neubau der Werkstattbühne als Probenraum für die Seebühne. Als multifunktionaler Aufführungsort wurde die neue Bühne auch für Aufführungen aus der Zeit, von Ur- und Erstaufführungen im Bereich Musiktheater, Schauspiel und Tanz genützt. Ihre Eröffnung erfolgte mit der Uraufführung der Auftragsoper Nacht des österreichischen Komponisten und Krenek-Preisträgers Georg Friedrich Haas, womit die dritte Schiene der Bregenzer Dramaturgie begründet wurde (vgl. Wie sich die Bregenzer Festspiele erneuern von Wilhelm Sinkovicz, Die Presse 1997). Als architektonisches Unikat entstand durch die Verbindung der Seebühne mit der Guckkastenbühne des Festspielhauses und der Werkstattbühne ein neues Festspielzentrum. Seine Besonderheit ist die Öffnung des großen Besucherfoyers zum See.
1999/2000 wurde die Aufführung des Maskenballs auf der Seebühne (Marcello Viotti Dirigent, Richard Jones/Antony Mac Donald Regie und Bühne) zum Höhepunkt der Bregenzer Festspiele in der Ära Wopmann. Das Bild vom Tod, der das Buch des Lebens Gustavs des III. in Händen hält, ging um die Welt. Es erschien im LIFE Album 1999 „The Year in Pictures“ und erhielt in der Kritikerumfrage der Opernwelt die Auszeichnung Bühnenbild des Jahres. Die Produktion der West Side Story in der Saison 2003/4 (Wayne Marshall Dirigent, Francesca Zambello Regie, Richard Wherlock Choreographie und George Tsypin Bühne) brachte einen neuen Zuschauer- und Einnahmenrekord in der bisherigen Geschichte der Bregenzer Festspiele.
2003 beendete Wopmann seine Karriere bei den Festspielen. Horst Koegler schrieb dazu im Jahrbuch der Opernwelt: „Nach zwanzig Jahren verabschiedet sich Alfred Wopmann als Intendant der Bregenzer Festspiele, die er zu einem Gesamtkunstwerk ausbaute.“
Der gesamte Vorlass von Alfred Wopmann wurde 2022 in der Musiksammlung des Franz-Michael-Felder-Archivs in Bregenz aufgenommen und archiviert.
Von 2004 bis 2009 war Wopmann Aufsichtsratsmitglied der Konservatorium Wien Privatuniversität (heute: Musik und Kunst Privatuniversität der Stadt Wien) und von 2004 bis 2011 Mitglied des Präsidiums der Wiener Symphoniker. 2004 übernahm er auch die Funktion des Aufsichtsratsvorsitzenden der Bühnen Graz GmbH (ehemals Theaterholding Graz/Steiermark), die für die strategische und wirtschaftliche Führung ihrer Tochtergesellschaften Oper Graz, Schauspielhaus Graz, Next Liberty Kinder- und Jugendtheater, Grazer Spielstätten (Orpheum, Dom im Berg, Schloßbergbühne Kasematten) und art + event Theaterservice verantwortlich ist. Wopmann übte seine Tätigkeit in Graz bis Ende Dezember 2017 aus und prägte die Stadt während dieser Zeit maßgeblich als österreichischen Theaterstandort (vgl. Ernst Naredi-Rainer Kleine Zeitung 2011).
Alfred Wopmann ist mit der Germanistin/Anglistin Ingrid Wopmann verheiratet und Vater einer Tochter und eines Sohnes.

## Publikationen
- Grundformen der Vorstellungen vom Leben nach dem Tode, Wien 1962. (Dissertation)
- Theater in der Natur, Freilichtbühne auf dem Bodensee, Musik auf dem See, Hestia Verlag, Bayreuth, 1986.
- Die Bregenzer Festspiele (Hrsg.) Andrea Meuli, Residenz Verlag, 1995.
- Bühnenwelten, Werkstatt Bregenz ; Intendanz Alfred Wopmann von 1983 bis 2003 / Bregenzer Festspiele. Wolfgang Willaschek (Hrsg.). Karl Forster. - Wien : Ueberreuter, 2003.
- Messbarkeit kulturellen Erfolges, 10 Thesen zur Bregenzer Dramaturgie, Studienverlag Europäisches Forum Alpbach, 2003.
- Markus Greussing, Walter Fink (Red.), Julius Kratky (Red.): Zu Wasser und zu Land. Alfred Wopmanns Lebensreise. TV-Doku, 44 min, ORF-Landesstudio Vorarlberg, Dornbirn 2003.
- Der neue Weg der Bregenzer Festspiele in der Plakatwelt Reinhold Lugers. In: Theresia Anwander, Thomas Feurstein (Hrsg.), Reinhold Luger. Grafische Provokation. Birkhäuser Verlag, 2019. 141–173
- Der Ritt über den Bodensee. Von der Operette zur Oper, von der Oper zum Musiktheater. In: Denise Wendel-Poray, Gert Korentschnig, Christian Kircher. Die letzten Tage der Oper. Skira Verlag, 2022. 382–391

## Auszeichnungen
- 1963: Theodor-Körner-Preis
- 1992: Anton-Bruckner-Ring verliehen vom Orchester der Wiener Symphoniker
- 1995: Silbernes Ehrenzeichen des Landes Vorarlberg
- 1995: Ehrenkreuz für Wissenschaft und Kunst I. Klasse
- 2000: Martinu Medaille verliehen von der Martinustiftung Prag
- 2001: Goldenes Ehrenzeichen für Verdienste um das Land Wien
- 2012: Großes Ehrenzeichen des Landes Steiermark
- 2016: Ernennung zum Bürger der Stadt Graz
- 2022: Hugo-von-Montfort-Medaille